# Coquimba torticollis
Coquimba torticollis is een mosselkreeftjessoort. De wetenschappelijke naam van de soort is voor het eerst geldig gepubliceerd in 1890 door Brady.